# Hata Hikosaburō
Hata Hikosaburō (japanisch: 秦彦三郎; * 1. Oktober 1890 in der Präfektur Mie, Kaiserreich Japan; † 20. März 1959) war ein Generalleutnant der Kaiserlich Japanischen Armee, der während des Zweiten Weltkrieges unter anderem von 1942 bis 1943 Befehlshaber der 34. Division, zwischen 1943 und 1944 Vize-Chef des Generalstabes der Kaiserlich Japanischen Armee sowie 1945 Chef des Stabes der Kwantung-Armee war.

## Leben
Hata Hikosaburō begann nach dem Schulbesuch eine Offiziersausbildung an der Heeresoffizierschule und wurde nach deren Abschluss im 1912 Leutnant der Infanterie. 1915 wurde er zum Oberleutnant befördert und war 1919 Absolvent der Heereshochschule. 1922 wurde er zum Hauptmann befördert und in den Generalstabes der Kaiserlich Japanischen Armee versetzt. Nach weiteren Verwendungen wurde er 1926 stellvertretender Militärattaché an der Botschaft in der Sowjetunion und dort 1927 zum Major befördert. Nachdem er von 1930 bis 1931 Militärattaché an der Gesandtschaft in Polen sowie zugleich an der Gesandtschaft in Lettland war, übernahm er nach seiner Rückkehr 1931 zunächst einen Dienstposten als Infanterieoffizier. Im Anschluss wurde er zwischen Dezember 1932 und März 1933 zum Generalstab abgeordnet. Im Anschluss war er zwischen März 1933 und dem 5. März 1934 Chef des Referats Sowjetunion der 4. Sektion Europäische und Amerikanische Nachrichtendienste der 2. Abteilung des Generalstabes sowie vom 5. März 1934 bis zum 7. März 1936 Militärattaché an der Botschaft in der Sowjetunion.
Nach seiner Beförderung zum Oberst am 7. März 1936 war Hata Hikosaburō zwischen dem 7. März 1936 und dem 2. August 1937 Chef des Presseamtes im Heeresministerium sowie daraufhin vom 2. August 1937 bis zum 15. Juli 1938 Kommandeur des 57. Infanterieregiments. Während des Zweiten Japanisch-Chinesischen Krieges wurde er in die Mandschurei versetzt und war dort zwischen dem 15. Juli 1938 und dem 9. März 1940 Chef der Sonderagentur in Harbin. Während dieser Zeit erfolgte am 9. März 1939 auch seine Beförderung zum Generalmajor. Im Anschluss fungierte er zwischen dem 9. März 1940 und dem 9. Mai 1941 erstmals als stellvertretender Chef des Stabes der Kwantung-Armee und wurde danach vom 9. Mai bis zum 23. Juli 1941 zur Regionalarmee Nordchina abgeordnet, ehe er zwischen dem 23. Juli 1941 und dem 1. Oktober 1942 abermals stellvertretender Chef des Stabes der Kwantung-Armee war. In dieser Verwendung wurde er am 15. Oktober 1941 zum Generalleutnant (Rikugun Chūjō) befördert. Als Nachfolger von Generalleutnant Ōgamo Shigeru übernahm er während des Zweiten Weltkrieges am 8. Oktober 1942 den Posten als Befehlshaber der 34. Division (Kamelie-Division) und verblieb auf diesem Posten bis zum 25. Februar 1943, woraufhin Generalleutnant Ban Takeo seine dortige Nachfolge antrat.
Nach seiner Rückkehr wurde Generalleutnant Hata am 8. April 1943 Nachfolger von Generalleutnant Tanabe Moritake Vize-Chef des Generalstabes der Kaiserlich Japanischen Armee. Diesen Posten hatte er bis zum 21. Februar 1944 inne und wurde daraufhin von Generalleutnant Ushiroku Jun abgelöst. Zugleich fungierte er zwischen dem 8. April 1943 und dem 21. Februar 1944 in Personalunion als Inspekteur für Versorgung. Im Anschluss übernahm er am 22. März 1944 von Generalleutnant Iimura Jō Kommandant der Heereshochschule und verblieb auf diesem Posten bis zum 3. August 1944, woraufhin Generalleutnant Tanaka Shizuichi seine dortige Nachfolge antrat. Zuletzt löste er am 7. April 1945 Generalleutnant Yukio Kasahara als Chef des Stabes der Kwantung-Armee ab und bekleidete diese Funktion bis zum 11. August 1945. Nach der Kapitulation Japans am 2. September 1945 geriet er in sowjetische Kriegsgefangenschaft, aus der erst im 26. Dezember 1956 entlassen wurde.